# Túpolev Tu-16
El Túpolev Tu-16 (designación OTAN: Badger) fue un bombardero estratégico birreactor usado por la Fuerza Aérea de la Unión Soviética. Ha volado durante más de 50 años, y permanece en servicio solamente la versión china construida bajo licencia Xian H-6 en la Fuerza Aérea del Ejército Popular de Liberación.

## Diseño y desarrollo

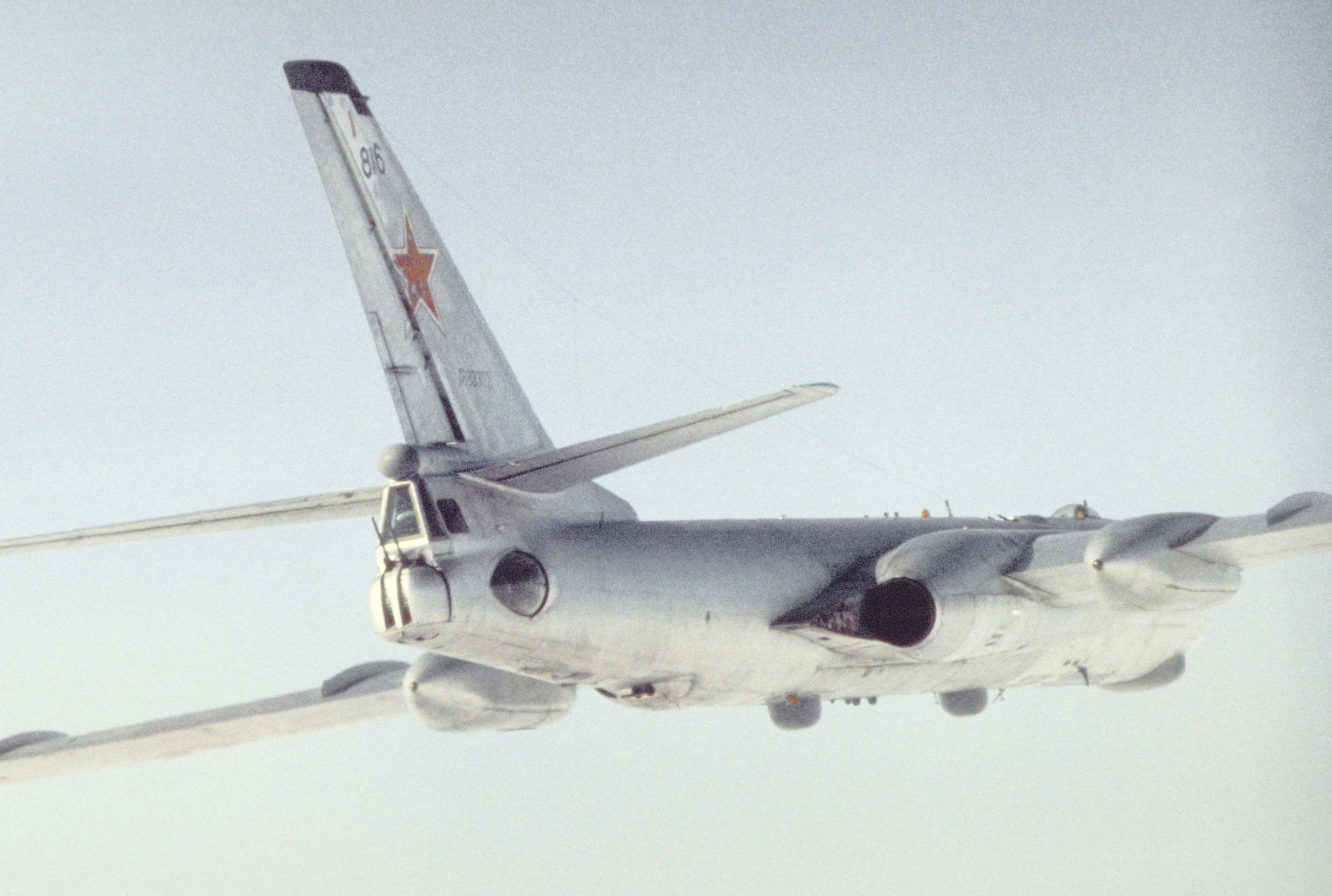
Vista trasera de un Tu-16R Badger E.

En los años 40, la Unión Soviética compitió con los Estados Unidos en capacidad estratégica de bombardeo. El único bombardero de largo alcance en el inventario de los soviéticos era el Tupolev Tu-4 'Bull', que lanzó la primera bomba atómica soviética, diseño derivado del bombardero norteamericano Boeing B-29 Superfortress.
El desarrollo del turborreactor Mikulin AM-3 y del caza bimotor Tu-28 'Fiddler' condujeron a la posibilidad de diseñar un nuevo bombardero grande, bimotor y propulsado con nuevos motores turborreactores, construido sobre el mismo diseño del fuselaje central del anterior bombardero Tu-4.
La OKB Túpolev comenzó a trabajar en el diseño de un nuevo bombardero a reacción nada más haber completado el desarrollo del Tu-4. El resultado fue el modelo 82, que consistía en un avión con alas en flecha y motores turborreactores RD-45F o VK-1. Sobre el papel, este bombardero hubiera tenido la capacidad de alcanzar una velocidad de Mach 0,9-0,95 con una autonomía y una carga comparables a las del Tu-4.
Después de que las características operacionales del nuevo bombardero fueron coordinadas con los militares, el gobierno aprobó oficialmente el desarrollo del 82 en 1948. El prototipo fue el primer avión soviético con las alas en flecha y realizó su primer vuelo el 24 de marzo de 1949. Este prototipo alcanzó una velocidad de 934 km/h. El diseño del 82 se utilizó como base para el proyecto del bombardero Tu-83, pero el inicio de la producción en serie del Ilyushin Il-28 'Beagle' hizo que el proyecto fuera abandonado.
El diseño del nuevo bombardero Túpolev comenzó con los prototipos 88 (Avión N) en 1950. El 88 voló por primera vez en el invierno de 1952. Después de ganar una competición contra el Ilyushin Il-46, fue aprobado para la producción en serie en diciembre de 1952. Los primeros bombarderos de producción se incorporaron al servicio con la Aviación Frontal (Frontovaya Aviatsiya o 'FA') en 1954, recibiendo la designación Tu-16. Este modelo recibió la designación OTAN de Badger A.
Este nuevo avión tenía ala en flecha y dos tuborreactores Mikulin AM-3, uno en cada base de las alas. Podía transportar una sola bomba convencional FAB-9000 de 9000 kg (el equivalente ruso a la bomba Grand Slam) o varias armas nucleares a una distancia de 4800 km.
Aunque el Tu-16 era un bombardero de gran altitud con bombas de caída libre, a mediados de la década de los años 50 fue equipado para poder transportar los primeros misiles de crucero soviéticos. La versión Tu-16KS-1 (Badger B) podía llevar misiles AS-1 a una distancia de hasta 1800 km. Este largo misil tenía el aspecto aerodinámico muy similar al de un caza Mikoyan-Gurevich MiG-15, y podía ser armado con una cabeza nuclear o convencional, teniendo un alcance de 140 km. Estos misiles fueron diseñados inicialmente para ser utilizados contra portaaviones de la Armada estadounidense y otros buques de superficie. Por consiguiente, los Tu-16 fueron reconvertidos para transportar misiles avanzados, por lo que sus designaciones fueron cambiando durante el tiempo.
Gracias a su versátil diseño, fueron construidas numerosas variantes especializadas para reconocimiento, vigilancia marítima, recopilación de información electrónica (ELINT) y contramedidas electrónicas (ECM). Fueron construidos un total de 1507 aparatos en tres plantas de la Unión Soviética entre 1954 y 1962. Una versión civil, el Túpolev Tu-104, sirvió en Aeroflot. El Tu-16 fue exportado a Egipto, Indonesia e Irak. Fue utilizado por la Fuerza Aérea y la Aviación Naval de la Unión Soviética y Rusia hasta 1993.
El Tu-16 llegó a China en 1958, y la Xi'an Aircraft Industrial Corporation (XAC) produjo una copia bajo la designación china de Xian H-6. Alrededor de 120 de estos aparatos permanecen en activo. El 14 de mayo de 1965, uno de los bombarderos Tu-16 de la FAEPL lanzó la primera bomba nuclear china.

## Variantes

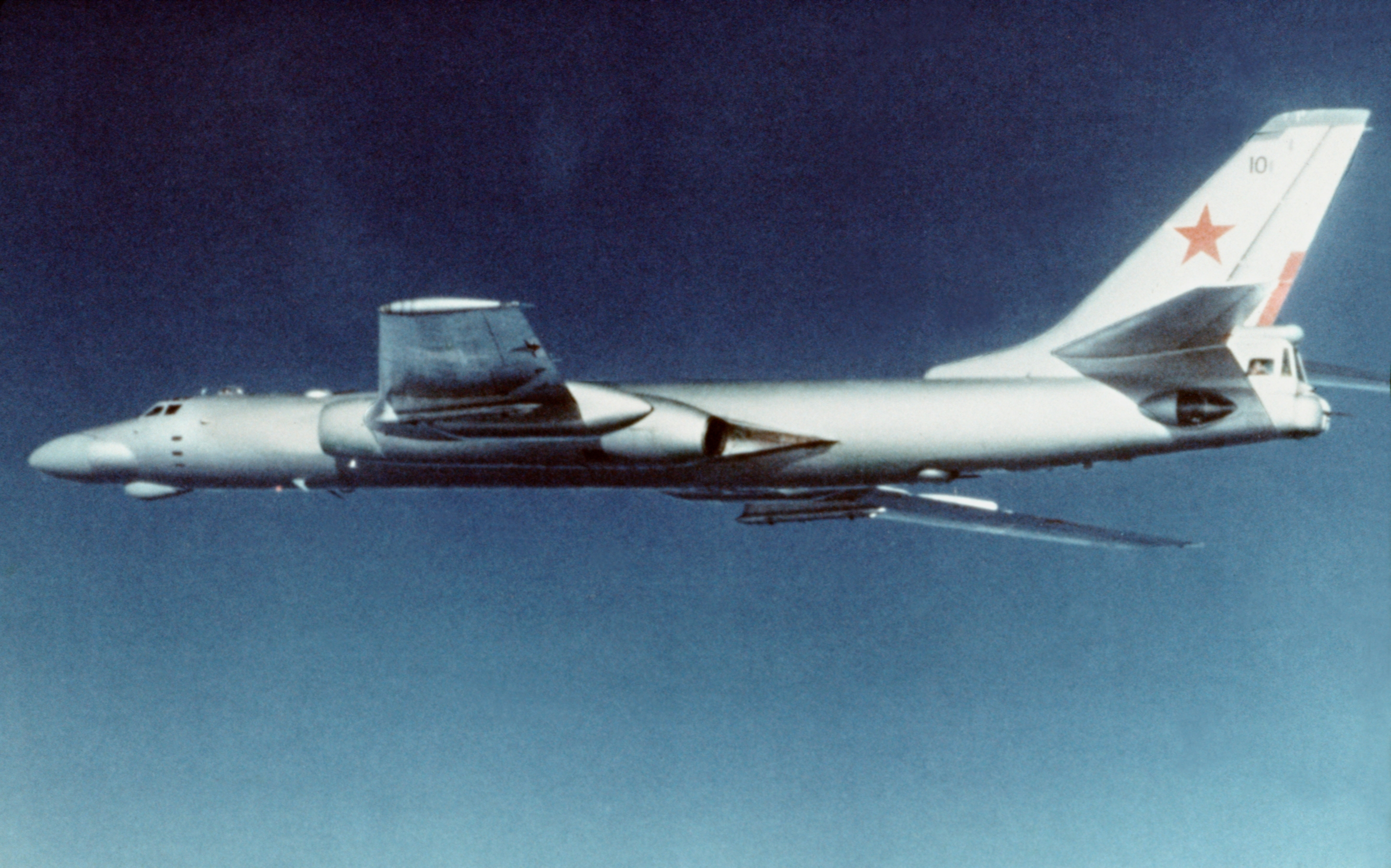
Tu-16K-10-26 Badger C.

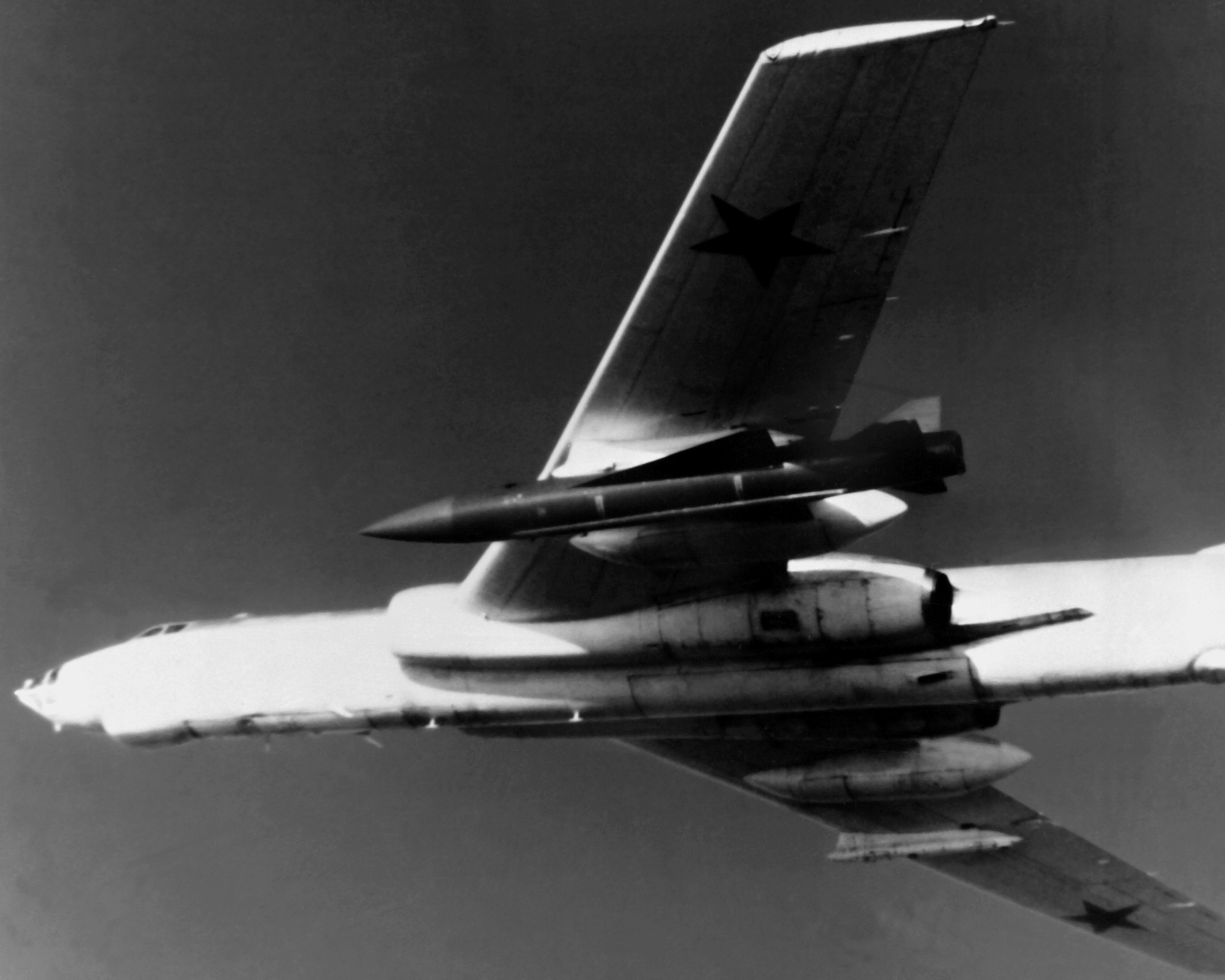
Tu-16 Badger G con un misil AS-6.

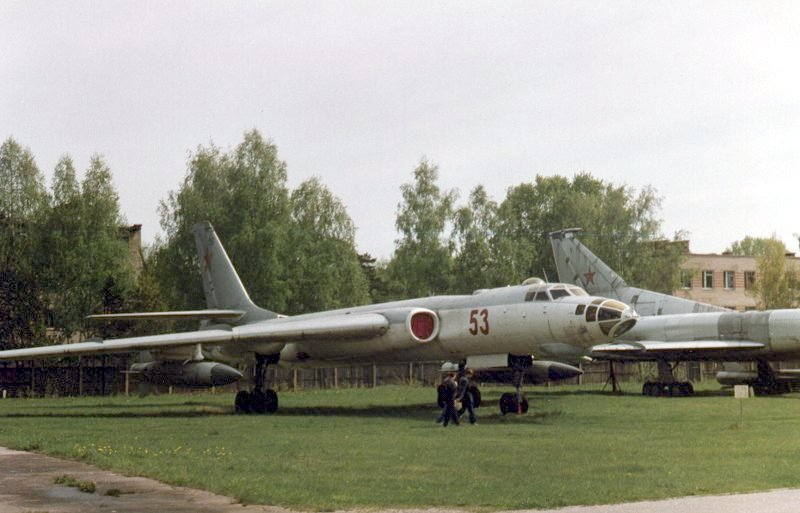
Tu-16K-26 o Tu-16KSR-2-11-16, con misiles AS-6 debajo de las alas.

88
Prototipo inicial.
97
Desarrollo del Tu-16 como bombardero bimotor con motores RD-5.
103
Desarrollo del Tu-16 como bombardero supersónico con cuatro motores VD-7 o AM-13.
Tu-16 (Badger A)
Versión básica de producción del bombardero Tu-16, desplegado en 1954 para reemplazar al Tu-4. Se realizaron muchos modelos modificados de esta variante.
Tu-16A
Empleado inicialmente como bombardero medio, el cometido principal del Tu-16A era llevar bombas nucleares, el sufijo A era por Atómico, y tenía una bodega de bombas compatible con armas nucleares y con una configuración de protección contra radiaciones. Externamente era igual que el modelo básico Tu-16, pero les fueron instalados los motores RD-3M-200 más potentes y un sistema de autodefensa mejorado con un sistema de control de fuego para los cañones. Este fue el primer modelo de producción, con unas 700 unidades construidas, pero muchos de ellos fueron reconvertidos a otras versiones.
Tu-16E
Para aumentar su autonomía, a los Tu-16 les fueron instalados sistemas de reabastecimiento en vuelo. Varios Tu-16 fueron convertidos en aviones cisterna en 1955 y recibieron la designación Tu-16E (algunas fuentes occidentales sugieren que la designación correcta sería Tu-16Z). Pese a que realizaban funciones de aviones cisterna, no perdieron su función de bombardero.
Tu-16M
Versión de ataque marítimo de la Aviación Naval Soviética (AV-MF), era similar al Tu-16A.
Tu-16N
Una misión secundaria de los Badger A era la de avión cisterna. Desde 1963, varios Tu-16 fueron convertidos a la versión Tu-16N utilizando el sistema de reabastecimiento "sonda y cesta", siendo incluidos en los regimientos de bombarderos Tu-22 Blinder y Tu-22M Backfire.
Tu-16T
A mediados de los años 50 se inició la producción de la versión Tu-16T, que fue equipada para llevar minas, cargas de profundidad o cuatro torpedos RAT-52 o TAN-53. De esta versión de torpedeo se construyeron pocas unidades, y después de 1965 todos los Tu-16T fueron convertidos a la versión Tu-16S.
Tu-16S
Este modelo fue utilizado para realizar misiones SAR.
Tu-16Ye
A mediados de los años 50, varios Tu-16N y Tu-16Ye se utilizaron como plataformas de guerra electrónica (EW) y contramedidas electrónicas (ECM), instalándoles el sistema Yolka ECM. Muchos de ellos fueron conversiones de la versión Tu-16K-10 Badger D.
Tu-16KS (Bagder B)
Las pruebas iniciales de esta versión se iniciaron en agosto de 1954. Variante designada como plataforma de lanzamiento para dos misiles KS-1 Komet/AS-1 Kennel, les fue instalado el transmisor de guiado Kobalt-N y siguieron manteniendo su proa acristalada. 107 construidos entre 1954 y 1958, sirvieron en la AV-MF soviética, Egipto e Indonesia.
Tu-16K-10 (Badger C)
El prototipo de esta versión se finalizó en 1958, su producción en serie se inició en 1959 y su despliegue en la Aviación Naval fue en octubre de 1961. Unidades de esta versión llevaban un único misil antibuque K-10S/AS-2 Kipper. 216 construidos entre 1958 y 1963. Se diferencia de las otras variantes porque fue eliminada la proa acristalada y le fue instalado un radar señalizador de objetivos YeN. Un desarrollo posterior, el Tu-16K-10-26, transportaba un misil K-10S y dos misiles KSR-2/AS-5 Kelt o KSR-5/AS-6 Kingfish (complejo de misiles K-26). Se construyeron un total de 220 aparatos, de los que la mayoría fueron convertidos en Tu-16Ye.
Tu-16RM-1 (Badger D)
Modelo de reconocimiento marítimo con equipamiento ELINT; 23 convertidos desde el modelo Tu-16K-10. Mantuvieron su radar de morro y podían guiar dos misiles AS-2, disparados desde otros aviones, hacia los objetivos.
Tu-16R (Badger E)
Versión de reconocimiento con equipamiento ELINT. Podía guiar misiles KS.
Tu-16RM-2
Tu-16R modificado, sirvió en la Aviación Naval como avión de reconocimiento fotográfico. Podía guiar misiles AS-5.
Tu-16KRM
Plataforma de lanzamiento de drones blanco (una variante del Tu-16K-26).
Tu-16RM-2 (Badger F)
Otra versión de reconocimiento basado en la versión Tu-16R/RM, pero con equipamiento ELINT externo.
Tu-16K/Tu-16KSR (Badger G)
Sirvió en la Aviación Naval, fueron conversiones de modelos antiguos. Estaban diseñados para transportar bombas en una bodega interna y también para transportar misiles aire-superficie en el exterior, frecuentemente el AS-5 Kelt y el AS-6 Kingfish. Existían numerosas variantes, designadas en función de complejo de misiles que transportaban (K-11, K-16 o K-26) o por los misiles que podía trasportar esos complejos (KSR-11, AS-5 y AS-6). Principales variantes:
Tu-16KSR-2
Llevaban el complejo K-16 (dos misiles KRS-2). Usado desde 1962. Fue designado Tu-16K-11.
Tu-16K-11-16
Llevaban el complejo K-16 (misiles KRS-2) o el complejo K-11 (dos misiles antirradar KSR-11). Usados desde 1962. Fueron designados Tu-16KSR-2-11. Alrededor de 440 Tu-16 podían llevar los complejos K-16 o K-11.
Tu-16K-26
Llevaban el complejo K-26 (dos misiles KRS-6), mantenían la capacidad de lanzar los misiles KRS-2 y 11. Usados desde 1969. Fueron designados Tu-16KSR-2-5-11 o Tu-16KSR-2-5 (sin capacidad de lanzamiento de misiles KSR-11). Alrededor de 240 Tu-16 podían transportar el complejo K-26.
Tu-16K-26P
Transportaban los misiles K-26P (dos misiles antirradar KSR-5P, también los misiles AS-6, 2 u 11).
Tu-16 Elka o Tu-16PP (Badger H)
Diseñados para apoyo de guerra electrónica y contramedidas electrónicas.
Tu-16 Buket (Badger J)
Otra variante de guerra electrónica y escolta ECM durante los ataques.
Tu-16Ye (Badger K)
Versión del Badger F con capacidad de aumentar la capacidad ELINT.
Tu-16P o Tu-16PP (Badger L)
Otra variante del Badger J con más sistemas modernos y usado para realizar misiones ELINT.
Tu-90
Prototipo con motores turbohélice.
Tu-104
Versión civil de pasajeros.

## Operadores

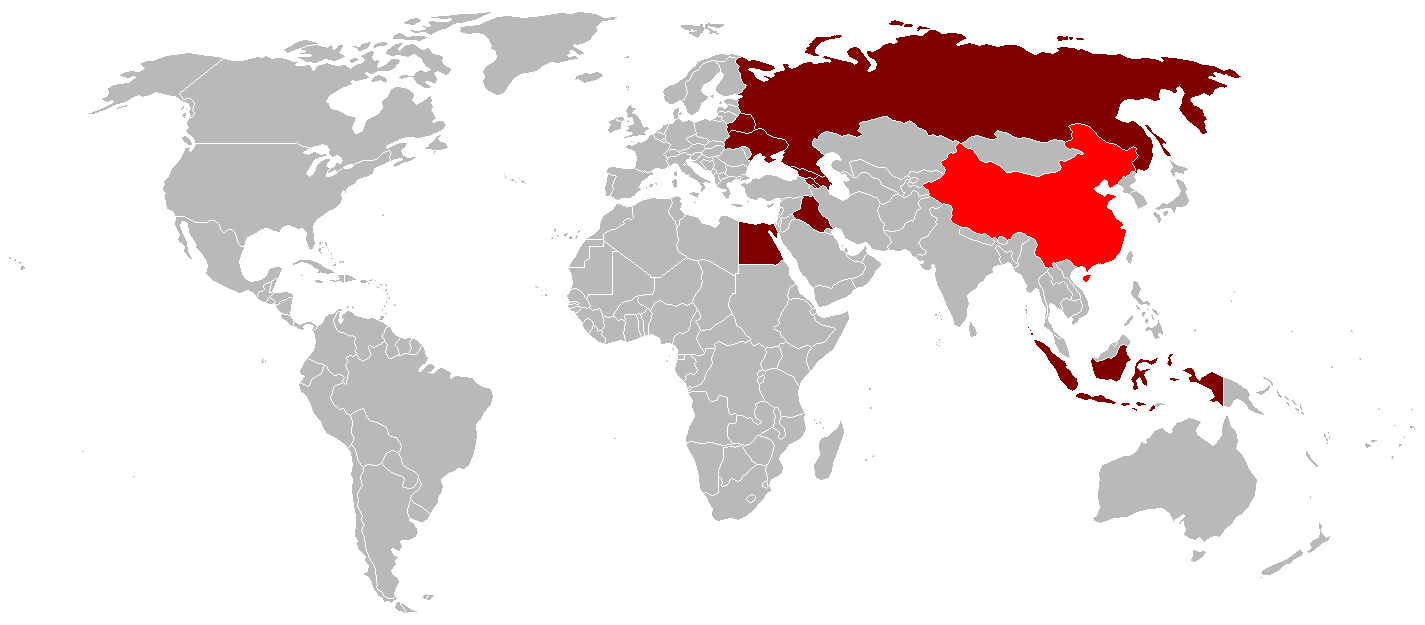
Operadores actuales del Tu-16/H-6 en rojo brillante, antiguos operadores en rojo oscuro.

### Actuales
China
- Fuerza Aérea del Ejército Popular de Liberación : varios Tu-16 fueron adquiridos en 1959; se utiliza la versión china construida bajo licencia Xian H-6[2]
- Fuerza Aérea Naval del Ejército Popular de Liberación

### Antiguos
Armenia
- Fuerza Aérea Armenia: 30 aviones heredados de la Unión Soviética. Fuera de servicio desde 1995.[3]

 Azerbaiyán
- Fuerza Aérea Azerbayana: 10 aviones heredados de la Unión Soviética. Fuera de servicio desde 1995.[4]

 Bielorrusia
- Fuerza Aérea y Defensa Aérea de Bielorrusia: 121 aviones heredados de la Unión Soviética.[5] Fuera de servicio desde 1995.[6]

 Egipto
- Fuerza Aérea Egipcia: operó con Tu-16KS, Tu-16T, Tu-16KSR-2-11 y Tu-16R. También con H-6. El último fue retirado en 2000.[2]

 Georgia
- Fuerza Aérea de Georgia: 20 aviones heredados de la Unión Soviética. Fuera de servicio desde 1995.[7]

 Indonesia
- Fuerza Aérea del Ejército Nacional de Indonesia: 26 Tu-16KS-1 fueron adquiridos en 1961. Usados durante la preparación de la Operación Trikora en 1962, la conquista de la Nueva Guinea Neerlandesa. Se planeó su utilización para atacar al portaaviones de la clase Colossus (1944), Hr.Ms. Karel Doorman (R81). Todos estaban estacionados en la base aérea de Iswahjudi, Madiun, Java Oriental y estaban fuera de servicio en 1969. Ninguno en servicio desde 1970.[2]

 Irak
- Fuerza Aérea Iraquí: ocho Tu-16, seis Tu-16KSR-2-11. También operaban 4 B-6D (H-6D). Todos menos un B-6D fueron destruidos en la  Operación Tormenta del Desierto en 1991. El superviviente B-6D fue destruido en 2003.[2]

 Rusia
- Fuerza Aérea de Rusia: varios aviones heredados de la Unión Soviética. Fuera de servicio desde 1993.
- Aviación Naval de Rusia

 Ucrania
- Fuerza Aérea Ucraniana: 18 aviones heredados de la Unión Soviética.[5] Todos fuera de servicio.

 Unión Soviética
- Fuerza Aérea Soviética: sobre 200 unidades.
- Aviación Naval Soviética

## Especificaciones (Tu-16 Badger A)
Referencia datos: Tu-16

### Características generales
- Tripulación: Seis-siete
- Longitud: 34,8 m (114,2 ft)
- Envergadura: 33 m (108,3 ft)
- Altura: 10,4 m (34 ft)
- Superficie alar: 164,7 m² (1772,3 ft²)
- Peso vacío: 37 200 kg (81 988,8 lb)
- Peso máximo al despegue: 79 000 kg (174 116 lb)
- Planta motriz: 2×  Mikulin AM-3 M-500.
  - Empuje normal: 93,2 kN (9504 kgf; 20 952 lbf) de empuje cada uno.

### Rendimiento
- Velocidad nunca excedida (Vne): 1200 km/h (746 MPH; 648 kt)
- Velocidad máxima operativa (Vno): 1050 km/h (652 MPH; 567 kt)
- Velocidad crucero (Vc): 900 km/h (559 MPH; 486 kt)
- Alcance: 7200 km (3888 nmi; 4474 mi)
- Alcance en combate: 5800 km con una carga bélica de 3000 kg
- Techo de vuelo: 12 800 m (41 995 ft)

### Armamento
- Cañones: 

  - 6-7x Afanasev Makarov AM-23 de 23 mm (dos en cada torreta remota dorsal y ventral, dos en la torreta manual de cola y uno instalado ocasionalmente fijo en el morro)
- Puntos de anclaje: 1 (1 bodega central y 2 puntos bajo las alas) con una capacidad de 9000 kg, para cargar una combinación de:  
  - Bombas: Variados tipos de bombas convencionales y nucleares de caída libre
  - Misiles: 

    - Antibuque
      - 2x Raduga KS-1 Komet (AS-1 Kennel) (Badger B)
      - 1x Raduga K-10S (AS-2 Kipper) (Badger C)
      - 2x Raduga KSR-2 (AS-5 Kelt) o  Raduga KSR-5 (AS-6 Kingfish) (Badger C/G)

## Aeronaves relacionadas

### Desarrollos relacionados
- Xian H-6
- Tupolev Tu-104
- Tupolev Tu-124

### Aeronaves similares
- Boeing B-47 Stratojet
- Avro Vulcan
- Handley Page Victor
- Vickers Valiant

### Secuencias de designación
- Secuencia Tu-_ (interna de Túpolev): ← Tu-10 - Tu-12 - Tu-14 - Tu-16 - Tu-18 - Tu-20/Tu-95 - Tu-22 →
- Secuencia Numérica (interna de Túpolev): ← 79 - 81 - 86 - 88 - 90 - 93 - 97 - 101 - 102 - 103